# Careproctus spectrum
Careproctus spectrum es un pez de la familia Liparidae. Fue descrito por Bean en 1890.
Esta especie marina es de clima polar y vive entre los 93 y 201 metros de profundidad. Se encuentra en el océano Pacífico, en la parte sur del mar de Bering y en el golfo de Alaska.
Careproctus spectrum  batidemersal de aguas profundas inofensiva para el ser humano.

### Lecturas recomendadas
- Anònim, 2001. Base de dades de la col·lecció de peixos del National Museum of Natural History (Smithsonian Institution). Smithsonian Institution - Division of Fishes.
- Eschmeyer, William N., ed. 1998. Catalog of Fishes. Special Publication of the Center for Biodiversity Research and Information, núm. 1, vol. 1-3. California Academy of Sciences. San Francisco, Califòrnia, Estats Units. ISBN 0-940228-47-5.
- Wu, H.L., K.-T. Shao i C.F. Lai (eds.), 1999. Latin-Chinese dictionary of fishes names. The Sueichan Press, Taiwán.